# Albani Fonden
Albani Fonden er en dansk fond oprettet 1956 og knyttet til Albani Bryggerierne.
55°23′45″N 10°23′47″Ø / 55.3957283°N 10.396329°Ø